# Soueich
Soueich (okzitanisch Soeish) ist eine französische Gemeinde mit 517 Einwohnern (Stand: 1. Januar 2022) im Département Haute-Garonne in der Region Okzitanien. Die Bewohner nennen sich Soueichois.

## Lage und Klima
Soueich liegt auf dem Westufer des Ger, einem südlichen Nebenfluss der Garonne, in den nördlichen Ausläufern der Pyrenäen in der historischen Grafschaft Comminges in einer Höhe von ca. 395 m. Nächstgrößere Stadt ist das circa elf Kilometer (Fahrtstrecke) nordwestlich gelegene Saint-Gaudens. Das Klima ist gemäßigt bis warm; Regen (ca. 795 mm/Jahr) fällt übers Jahr verteilt.

## Geschichte
Zumindest Teile des Ortes gehörten zur Kommende von Montsaunès, die sich im Besitz des Templerordens befand. Noch um die Mitte des 19. Jahrhunderts existierte ein mittelalterliches Stadttor.

## Bevölkerungsentwicklung
| Jahr                      | 1800 | 1851 | 1901 | 1954 | 1999 | 2017 | 2019 |
| Einwohner                 | 1384 | 1109 | 650  | 522  | 501  | 531  | 523  |
| Quelle: Cassini und INSEE |      |      |      |      |      |      |      |

Der stetige Bevölkerungsrückgang seit dem 19. Jahrhundert beruht im Wesentlichen auf dem Verlust von Arbeitsplätzen auf dem Lande infolge der Mechanisierung der Landwirtschaft (Landflucht).

## Wirtschaft
In früheren Jahrhunderten dominierte die wirtschaftliche Selbstversorgung. Die Gemeinde ist immer noch in hohem Maße landwirtschaftlich orientiert, wobei die Viehzucht eine wichtige Rolle spielt.

## Sehenswürdigkeiten

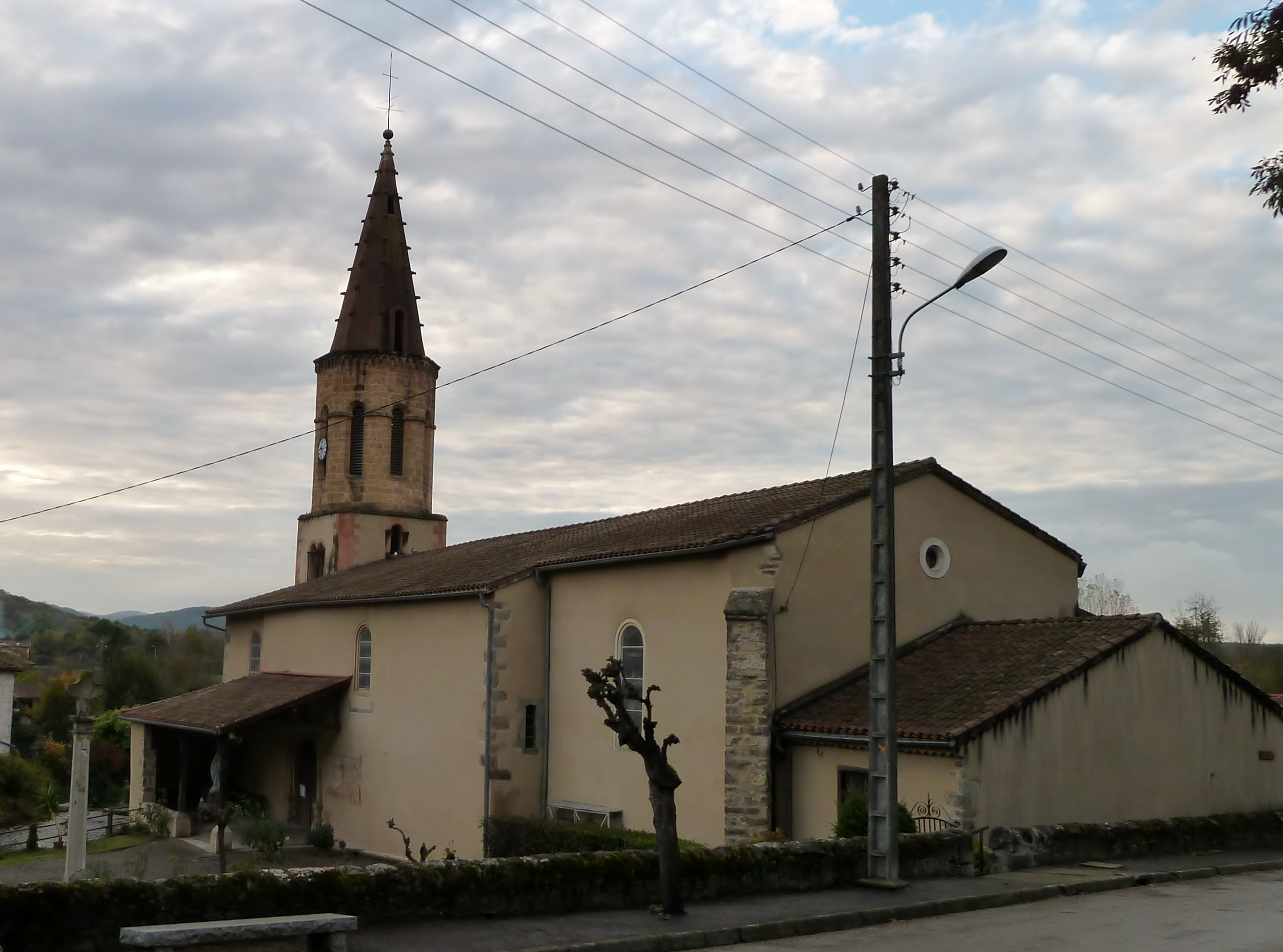
Kirche Ste-Eulalie

- Kirche Ste-Eulalie, erbaut ab dem 15. Jahrhundert
- Wassermühle, erbaut im 16./17. Jahrhundert